# Милош Радовић
Милош Радовић (Београд, 21. октобар 1955) српски је сценариста и режисер.

## Биографија
Рођен је 21. октобра 1955. године у Београду, a његов отац био је Душко Радовић. Дипломирао је филмску и ТВ режију на ФДУ у Београду, 1982. Године 1986. специјализовао је ТВ режију на "NHK - Communications Training Institute" Токио, Јапан. Добитник је бројних светских и домаћих награда (укупно 60) за најбољу рекламну кампању, рекламни спот, кратки филм. Сценариста је играних филмова: „Мали свет“, „Пад у рај“, „Барбарогеније“, „Опера Вавилон“, „Дневник Машиновође” , „Хемија за 8. разред основне школе"; сценариста је и режисер кратких играних филмова „Моја домовина“ и „Изненадна и прерана смрт пуковника К. К."; уз то, сценариста је и режисер документарног филма о Горану Бреговићу - „Бајке и песме са венчања и сахрана“.
Радио је у позориштима Атеље 212 и Звездара театар. Написао је позоришне комаде „Трст“, „Малаксија“, „Чорба од канаринца“ и „Тулумбус“, а режирао је „Чаругу“. Сценариста је и режисер више од 200 сати играног ТВ програма (ТВ филмови, серије, драме), међу њима: „Брод плови за Шангај", „Отворена врата", „Видим ти лађу на крају пута", „Балкан експрес 2", „Загреб - Београд преко Сарајева". Асистент на Групи за филмску и ТВ режију на београдском ФДУ до 1995.

## Сценариста
- 1980. - Серијал о бојама
- 1987. - Изненадна и прерана смрт пуковника К. К.
- 1994-1995. - Отворена врата (идејни творац + 3 епизоде)
- 2000. - Сваштара
- 2001. - Чорба од канаринца
- 2003. - Мали свет
- 2004. - Пад у рај
- 2009. - Роде у магли (тв Филм)
- 2013. - Отворена врата 2 (идејни творац)
- 2016. - Чорба од канаринца (тв филм)
- 2016. - Дневник машиновође
- 2016. - Немој да звоцаш (тв серија)
- 2021. - Дрим тим (серија)
- //    - Сва чуда љубави - у припреми

## Филмографија
| Год.       | Назив                                   | Жанр | Награда |
| ---------- | --------------------------------------- | ---- | ------- |
| 1980.      | Серијал о бојама                        |      |         |
| 1987.      | Изненадна и прерана смрт пуковника К. К |      |         |
| 1987.      | Видим ти лађу на крају пута             |      |         |
| 1989.      | Балкан експрес 2                        |      |         |
| 1989.      | Балкан експрес 2 (ТВ серија)            |      |         |
| 1989.      | Happy end                               |      |         |
| 1991.      | Брод плови за Шангај                    |      |         |
| 1992.      | Загреб - Београд преко Сарајева         |      |         |
| 1994-1995. | Отворена врата                          |      |         |
| 1997.      | My Country                              |      |         |
| 2000.      | Сваштара                                |      |         |
| 2003.      | Мали свет                               |      |         |
| 2004.      | Пад у рај                               |      |         |
| 2005.      | Положајник                              |      |         |
| 2016.      | Дневник машиновође                      |      |         |